# Kim Ruddins
Kimberly Grace Ruddins (Inglewood, 3 de setembro de 1963) é uma ex-jogadora de voleibol dos Estados Unidos que competiu nos Jogos Olímpicos de 1984 e 1988.
Em 1984, ela fez parte da equipe americana que conquistou a medalha de prata no torneio olímpico, no qual atuou em duas partidas. Quatro anos depois, ela jogou em dois confrontos e finalizou na sétima colocação com o conjunto americano no campeonato olímpico de 1988.